# Ikaw Lamang
Ikaw Lamang é uma telenovela filipina produzida por Dreamscape Entertainment Television e exibida pela ABS-CBN, a partir do dia 10 de março de 2014.

## Elenco

### Primeira temporada
Elenco principal
- Coco Martin como Samuel Severino Hidalgo
- Kim Chiu como Isabelle Miravelez-Hidalgo
- Julia Montes como Monalisa "Mona" Roque-Hidalgo
- Jake Cuenca como Franco Salazar Hidalgo

Elenco secundário
- Ronaldo Valdez como Maximo Salazar
- Tirso Cruz III como Eduardo Hidalgo
- Cherie Gil como Miranda Salazar-Hidalgo
- Cherry Pie Picache como Elena Severino-Hidalgo
- Angel Aquino como Rebecca Miravelez
- John Estrada como Gonzalo Miravelez

Elenco estendida
- Daria Ramirez como Trinidad Severino
- Spanky Manikan como Damian Severino
- Ronnie Lazaro como Pacquito
- Meryll Soriano como Guadalupe "Lupe" Roque
- Lester Llansang como Calixto de la Cruz
- Jana Casandra Agoncillo como Natalia Miravelez Hidalgo
- Gabrielle Patrish Nagayama como Andrea Miravelez Hidalgo
- Charles Jacob Briz como Gabriel Roque Hidalgo

Elenco convidado
- Simon Ibarra como Romeo de la Cruz
- Tiya Pusit como Soledad
- Vangie Labalan como Conchita
- John Medina como Juancho
- William Lorenzo como Luis San Gabriel
- Menggie Cobarrubias como sacerdote
- Marita Zobel como a tia de Rebecca
- Rolando Inocencio como o informante de Miranda
- Raquel Monteza como Dr. Borromeo

Participações especiais
- Zaijan Jaranilla como Samuel Severino
- Xyriel Manabat como Monalisa "Mona" Roque
- Louise Abuel como Franco Hidalgo
- Alyanna Angeles como Isabelle Miravelez
- Ella Cruz como Guadalupe "Lupe" Roque
- JB Agustin como Calixto de la Cruz

### Segunda temporada
Elenco principal
- Coco Martin as Gabriel Roque Hidalgo / Gabriel Mondigo
- Kim Chiu as Andrea Miravelez Hidalgo / Jacqueline "Jacq" Sangalang
- KC Concepcion as Natalia Miravelez Hidalgo

Elenco secundário
- Christopher de Leon como Sen. Franco Hidalgo
- Amy Austria como Isabelle Miravelez-Hidalgo / Dolores
- Joel Torre como Samuel Hidalgo
- Rio Locsin como Guadalupe "Lupe" Roque-de la Cruz
- Noni Buencamino como Calixto de la Cruz
- Mylene Dizon como Tessa

Elenco estendida
- Smokey Manaloto como Roger Sangalang
- Arlene Muhlach como Esther Sangalang
- Jojit Lorenzo como Mark
- Alora Sasam como Cindy
- Pamu Pamorada como Cherry
- Mikylla Ramirez como Darlene de la Cruz
- Dennis Padilla como Roman
- Rubi Ruiz como Marciana
- Bryan Santos como James

Participações especiais
- Yogo Singh como Gabriel Roque Hidalgo
- Marlann Flores como Esther Sangalang
- Neil Coleta como Roger Sangalang

## Trilha sonora
1. Ikaw Lamang (versão teleserye) - Gary Valenciano
2. Somewhere (versão clássica) - Angeline Quinto
3. Pers Lab - Marion Aunor
4. Sa Aking Pag-Iisa - Juris
5. Panaginip - Erik Santos
6. Pangako - Jovit Baldivino
7. Somewhere (versão padrão) - KZ Tandingan